# 1996-os Ázsia-kupa
Az 1996-os Ázsia-kupa volt a tizenegyedik kontinentális labdarúgótorna az Ázsia-kupa történetében. A zárókört az Egyesült Arab Emírségekben rendezték 1996. december 4. és december 21. között. A kupát Szaúd-Arábia válogatottja nyerte meg, miután a döntőben 0–0-s rendes játékidőt követően tizenegyes rúgásokkal 4-3-ra legyőzte a házigazda Egyesült Arab Emírségek válogatottját.

## Résztvevők
| - Egyesült Arab Emírségek (rendező) - Japán (címvédő) - Kína - Indonézia - Irán - Irak | - Dél-Korea - Kuvait - Szaúd-Arábia - Szíria - Thaiföld - Üzbegisztán |

## Csoportkör
Minden időpont helyi idő szerint értendő. (UTC+4)

### A csoport
| Csapat                  | J | Gy | D | V | Rg | Kg | Gk | P |
| ----------------------- | - | -- | - | - | -- | -- | -- | - |
| Egyesült Arab Emírségek | 3 | 2  | 1 | 0 | 6  | 3  | +3 | 7 |
| Kuvait                  | 3 | 1  | 1 | 1 | 6  | 5  | +1 | 4 |
| Dél-Korea               | 3 | 1  | 1 | 1 | 5  | 5  | 0  | 4 |
| Indonézia               | 3 | 0  | 1 | 2 | 4  | 8  | –4 | 1 |

| 1996. december 4. 16:45 |

| Egyesült Arab Emírségek | 1–1               | Dél-Korea         |
| ----------------------- | ----------------- | ----------------- |
| H. Szaad 40'            | (0–1) Jegyzőkönyv | Hwang Sun-Hong 9' |

| Zájed Sejk Stadion, Abu-Dzabi Nézőszám: 35 000 Játékvezető: Phirom Anpraszöt (thaiföldi) |

| 1996. december 4. 18:45 |

| Indonézia           | 2–2         | Kuvait                            |
| ------------------- | ----------- | --------------------------------- |
| Putro 20' Wabia 40' | Jegyzőkönyv | Szakr 73' Badr Haddzsi 84' (pen.) |

| Bingo Sport Park, Abu-Dzabi Nézőszám: 10 000 Játékvezető: Dzsamál as-Saríf (szíriai) |

| 1996. december 7. 16:45 |

| Egyesült Arab Emírségek            | 3–2               | Kuvait         |
| ---------------------------------- | ----------------- | -------------- |
| Szaíd 53' Taljáni 55' B. Szaad 80' | (0–2) Jegyzőkönyv | Huwajdi 9' 44' |

| Zájed Sejk Stadion, Abu-Dzabi Nézőszám: 15 000 Játékvezető: Charles Massembe (ugandai) |

| 1996. december 7. 19:00 |

| Dél-Korea                                              | 4–2               | Indonézia           |
| ------------------------------------------------------ | ----------------- | ------------------- |
| Kim Do-Hoon 5' Hwang Sun-Hong 7' 15' Ko Jeong-Woon 55' | (3–0) Jegyzőkönyv | Wabia 58' Putro 65' |

| Zájed Sejk Stadion, Abu-Dzabi Nézőszám: 2 000 Játékvezető: Shamsul Maidin (szingapúri) |

| 1996. december 10. 16:45 |

| Egyesült Arab Emírségek | 2–0               | Indonézia |
| ----------------------- | ----------------- | --------- |
| Szaíd 15' Taljáni 64'   | (1–0) Jegyzőkönyv |           |

| Zájed Sejk Stadion, Abu-Dzabi Nézőszám: 10 000 Játékvezető: Lu Csün (kínai) |

| 1996. december 10. 19:00 |

| Kuvait                          | 2–0               | Dél-Korea |
| ------------------------------- | ----------------- | --------- |
| Huvajdi 60' Bassár Abdulláh 87' | (0–0) Jegyzőkönyv |           |

| Zájed Sejk Stadion, Abu-Dzabi Nézőszám: 3 000 Játékvezető: Mohd Nazri Abdullah (maláj) |

### B csoport
| Csapat       | J | Gy | D | V | Rg | Kg | Gk  | P |
| ------------ | - | -- | - | - | -- | -- | --- | - |
| Irán         | 3 | 2  | 0 | 1 | 7  | 3  | +4  | 6 |
| Szaúd-Arábia | 3 | 2  | 0 | 1 | 7  | 3  | +4  | 6 |
| Irak         | 3 | 2  | 0 | 1 | 6  | 3  | +3  | 6 |
| Thaiföld     | 3 | 0  | 0 | 3 | 2  | 13 | –11 | 0 |

| 1996. december 5. 16:45 |

| Szaúd-Arábia                                                                   | 6–0               | Thaiföld |
| ------------------------------------------------------------------------------ | ----------------- | -------- |
| Temavi 10' (11-esből) 29' (11-esből) Mehallel 15' 54' Muvallid 18' Dzsáber 52' | (1–1) Jegyzőkönyv |          |

| Ál Maktúm Stadion, Dubaj Nézőszám: 5 000 Játékvezető: Gamál al-Gandúr (egyiptomi) |

| 1996. december 5. 19:00 |

| Irán                | 1–2               | Irak                               |
| ------------------- | ----------------- | ---------------------------------- |
| Dáji 90' (11-esből) | (0–1) Jegyzőkönyv | Huszám Fauzi 37' Hálid Szabbár 69' |

| Ál Maktúm Stadion, Dubaj Nézőszám: 15 000 Játékvezető: Okada Maszajosi (japán) |

| 1996. december 8. 16:45 |

| Szaúd-Arábia | 1–0               | Irak |
| ------------ | ----------------- | ---- |
| Mehallel 26' | (1–0) Jegyzőkönyv |      |

| Ál Maktúm Stadion, Dubaj Nézőszám: 12 000 Játékvezető: Ali Búdzsszajm (Arab emírségekbeli) |

| 1996. december 8. 19:00 |

| Thaiföld      | 1–3               | Irán                               |
| ------------- | ----------------- | ---------------------------------- |
| Senamuang 80' | (0–1) Jegyzőkönyv | Szaadávi 38' Minávand 54' Dáji 70' |

| Ál Maktúm Stadion, Dubaj Nézőszám: 12 000 Játékvezető: Lu Csün (kínai) |

| 1996. december 11. 16:45 |

| Szaúd-Arábia | 0–3               | Irán                          |
| ------------ | ----------------- | ----------------------------- |
|              | (0–2) Jegyzőkönyv | Dáji 12' Bágeri 37' Azizi 47' |

| Ál Maktúm Stadion, Dubaj Nézőszám: 12 000 Játékvezető: Okada Maszajosi (japán) |

| 1996. december 11. 19:00 |

| Irak                                        | 4–1               | Thaiföld       |
| ------------------------------------------- | ----------------- | -------------- |
| Hajdar Mahmúd 17' 50' Lajsz Huszejn 23' 63' | (2–1) Jegyzőkönyv | Chalermsan 26' |

| Ál Maktúm Stadion, Dubaj Nézőszám: 3 000 Játékvezető: Kim Jongdzsu (Dél-koreai) |

### C csoport
| Csapat      | J | Gy | D | V | Rg | Kg | Gk | P |
| ----------- | - | -- | - | - | -- | -- | -- | - |
| Japán       | 3 | 3  | 0 | 0 | 7  | 1  | +6 | 9 |
| Kína        | 3 | 1  | 0 | 2 | 3  | 3  | 0  | 3 |
| Szíria      | 3 | 1  | 0 | 2 | 3  | 6  | –3 | 3 |
| Üzbegisztán | 3 | 1  | 0 | 2 | 3  | 6  | –3 | 3 |

| 1996. december 6. 16:45 |

| Japán                         | 2–1               | Szíria       |
| ----------------------------- | ----------------- | ------------ |
| Abbász 85' (öngól) Takagi 88' | (0–1) Jegyzőkönyv | Dzsohadar 8' |

| Tahnún bin Mohammed Stadion, al-Ajn Nézőszám: 10 000 Játékvezető: Mohd Nazri Abdullah (maláj) |

| 1996. december 6. 19:00 |

| Kína | 0–2               | Üzbegisztán                |
| ---- | ----------------- | -------------------------- |
|      | (0–0) Jegyzőkönyv | Shkvyrin 78' Shatskikh 90' |

| Tahnún bin Mohammed Stadion, al-Ajn Nézőszám: 3 000 Játékvezető: Abd ar-Rahmán az-Zejd (Szaúd-arábiai) |

| 1996. december 9. 16:45 |

| Japán                               | 4–0               | Üzbegisztán |
| ----------------------------------- | ----------------- | ----------- |
| Nanami 7' Miura 37' Maezono 86' 90' | (2–0) Jegyzőkönyv |             |

| Tahnún bin Mohammed Stadion, al-Ajn Nézőszám: 3 000 Játékvezető: Dzsalál Morádi (iráni) |

| 1996. december 9. 19:00 |

| Szíria | 0–3               | Kína                                   |
| ------ | ----------------- | -------------------------------------- |
|        | (0–1) Jegyzőkönyv | Ma Mingyu 35' Gao Feng 49' Li Bing 73' |

| Tahnún bin Mohammed Stadion, al-Ajn Nézőszám: 3 000 Játékvezető: Kim Jongdzsu (Dél-koreai) |

| 1996. december 12. 16:45 |

| Japán     | 1–0               | Kína |
| --------- | ----------------- | ---- |
| Szoma 90' | (0–0) Jegyzőkönyv |      |

| Tahnún bin Mohammed Stadion, al-Ajn Nézőszám: 2 000 Játékvezető: Abd ar-Rahmán az-Zejd (Szaúd-arábiai) |

| 1996. december 12. 19:00 |

| Üzbegisztán            | 1–2               | Szíria                |
| ---------------------- | ----------------- | --------------------- |
| Lebedev 53' (11-esből) | (0–0) Jegyzőkönyv | Dzsohadar 48' Dib 74' |

| Tahnún bin Mohammed Stadion, al-Ajn Nézőszám: 2 000 Játékvezető: Ali Búdzsszajm (Arab emírségekbeli) |

### Harmadik helyezett csapatok
A csoportkör végén, a csoportok harmadik helyezett válogatottjai közül két csapat jutott a negyeddöntőbe.
| Csapat    | J | Gy | D | V | Rg | Kg | Gk | P |
| --------- | - | -- | - | - | -- | -- | -- | - |
| Irak      | 3 | 2  | 0 | 1 | 6  | 3  | +3 | 6 |
| Dél-Korea | 3 | 1  | 1 | 1 | 5  | 5  | 0  | 4 |
| Szíria    | 3 | 1  | 0 | 2 | 3  | 6  | –3 | 3 |

Irak és Dél-Korea jutott a negyeddöntőbe.

## Egyenes kieséses szakasz
|  |                          |                         |                          |                          |       |                         |                          |                          |                          |                          |               |       |       |
|  | Negyeddöntők             | Negyeddöntők            | Negyeddöntők             |                          |       | Elődöntők               | Elődöntők                | Elődöntők                |                          |                          | Döntő         | Döntő | Döntő |
|  | Negyeddöntők             | Negyeddöntők            | Negyeddöntők             |                          |       | Elődöntők               | Elődöntők                | Elődöntők                |                          |                          | Döntő         | Döntő | Döntő |
|  | december 15. – Abu-Dzabi |                         |                          |                          |       |                         |                          |                          |                          |                          |               |       |       |
|  |                          |                         |                          |                          |       |                         |                          |                          |                          |                          |               |       |       |
|  | Egyesült Arab Emírségek  | Egyesült Arab Emírségek | 1                        |                          |       |                         |                          |                          |                          |                          |               |       |       |
|  | Egyesült Arab Emírségek  | Egyesült Arab Emírségek | 1                        | december 18. – Abu-Dzabi |       |                         |                          |                          |                          |                          |               |       |       |
|  | Irak                     | Irak                    | 0                        |                          |       |                         |                          |                          |                          |                          |               |       |       |
|  | Irak                     | Irak                    | 0                        |                          |       | Egyesült Arab Emírségek | Egyesült Arab Emírségek  | 1                        |                          |                          |               |       |       |
|  | december 15. – al-Ajn    |                         |                          |                          |       | Egyesült Arab Emírségek | Egyesült Arab Emírségek  | 1                        |                          |                          |               |       |       |
|  |                          |                         | Kuvait                   | Kuvait                   | 0     |                         |                          |                          |                          |                          |               |       |       |
|  | Kuvait                   | Kuvait                  | Kuvait                   | Kuvait                   | 0     | 2                       |                          |                          |                          |                          |               |       |       |
|  | Kuvait                   | Kuvait                  |                          |                          |       | 2                       | december 21. – Abu-Dzabi |                          |                          |                          |               |       |       |
|  | Japán                    | Japán                   | 0                        |                          |       |                         |                          |                          |                          |                          |               |       |       |
|  | Japán                    | Japán                   | 0                        |                          |       | Egyesült Arab Emírségek | Egyesült Arab Emírségek  | 0 (2)                    |                          |                          |               |       |       |
|  | december 16. – Dubaj     |                         |                          |                          |       | Egyesült Arab Emírségek | Egyesült Arab Emírségek  | 0 (2)                    |                          |                          |               |       |       |
|  |                          |                         | Szaúd-Arábia             | Szaúd-Arábia             | 0 (4) |                         |                          |                          |                          |                          |               |       |       |
|  | Dél-Korea                | Dél-Korea               | Szaúd-Arábia             | Szaúd-Arábia             | 0 (4) | 2                       |                          |                          |                          |                          |               |       |       |
|  | Dél-Korea                | Dél-Korea               | december 18. – Abu-Dzabi |                          |       | 2                       |                          |                          |                          |                          |               |       |       |
|  | Irán                     | Irán                    | 6                        |                          |       |                         |                          |                          |                          |                          |               |       |       |
|  | Irán                     | Irán                    | 6                        |                          |       | Irán                    | Irán                     | 0 (3)                    | Bronzmérkőzés            | Bronzmérkőzés            | Bronzmérkőzés |       |       |
|  | december 16. – Abu-Dzabi |                         |                          |                          |       | Irán                    | Irán                     | 0 (3)                    | Bronzmérkőzés            | Bronzmérkőzés            | Bronzmérkőzés |       |       |
|  |                          |                         | Szaúd-Arábia             | Szaúd-Arábia             | 0 (4) |                         |                          | december 21. – Abu-Dzabi | december 21. – Abu-Dzabi | december 21. – Abu-Dzabi |               |       |       |
|  | Szaúd-Arábia             | Szaúd-Arábia            | Szaúd-Arábia             | Szaúd-Arábia             | 0 (4) | 4                       |                          | december 21. – Abu-Dzabi | december 21. – Abu-Dzabi | december 21. – Abu-Dzabi |               |       |       |
|  | Szaúd-Arábia             | Szaúd-Arábia            |                          |                          |       |                         |                          | Kuvait                   | Kuvait                   | 1 (2)                    |               |       |       |
|  | Kína                     | Kína                    | 3                        |                          |       |                         |                          | Kuvait                   | Kuvait                   | 1 (2)                    |               |       |       |
|  | Kína                     | Kína                    | 3                        |                          |       | Irán                    | Irán                     | 1 (3)                    |                          |                          |               |       |       |
|  |                          |                         |                          |                          |       | Irán                    | Irán                     | 1 (3)                    |                          |                          |               |       |       |

### Negyeddöntő
| 1996. december 15. 16:45 |

| Egyesült Arab Emírségek | 1–0 (h. u.)       | Irak |
| ----------------------- | ----------------- | ---- |
| Ab. Ibráhím 103'        | (0–0) Jegyzőkönyv |      |

| Zájed Sejk Stadion, Abu-Dzabi Nézőszám: 50 000 Játékvezető: Gamál al-Gandúr (egyiptomi) |

| 1996. december 15. 19:30 |

| Kuvait          | 2–0               | Japán |
| --------------- | ----------------- | ----- |
| Huvajdi 17' 54' | (1–0) Jegyzőkönyv |       |

| Tahnún bin Mohammed Stadion, al-Ajn Nézőszám: 2 000 Játékvezető: Pirom Un-Prasert (thaiföldi) |

| 1996. december 16. 16:45 |

| Dél-Korea                         | 2–6               | Irán                                                 |
| --------------------------------- | ----------------- | ---------------------------------------------------- |
| Kim Do-Hoon 11' Shin Tae-yong 35' | (2–1) Jegyzőkönyv | Bágeri 31' Azizi 52' Dáji 66' 76' 83' 89' (11-esből) |

| Ál Maktúm Stadion, Dubaj Nézőszám: 19 000 Játékvezető: Dzsamál as-Saríf (szíriai) |

| 1996. december 16. 19:30 |

| Szaúd-Arábia                              | 4–3               | Kína                               |
| ----------------------------------------- | ----------------- | ---------------------------------- |
| Szunaján 31' 65' Dzsáber 34' Mehallel 43' | (3–2) Jegyzőkönyv | Zhang Enhua 6' 89' Peng Weiguo 16' |

| Zájed Sejk Stadion, Abu-Dzabi Nézőszám: 5 000 Játékvezető: Mohd Nazri Abdullah (maláj) |

### Elődöntő
| 1996. december 18. 16:45 |

| Egyesült Arab Emírségek | 1–0               | Kuvait |
| ----------------------- | ----------------- | ------ |
| Szaíd 69'               | (0–0) Jegyzőkönyv |        |

| Zájed Sejk Stadion, Abu-Dzabi Nézőszám: 55 000 Játékvezető: Okada Maszajosi (japán) |

| 1996. december 18. 19:30 |

| Irán                                         | 0–0 (h. u.) | Szaúd-Arábia                                      |
| -------------------------------------------- | ----------- | ------------------------------------------------- |
|                                              | Jegyzőkönyv |                                                   |
| Büntetőpárbaj                                |             |                                                   |
| Dáji Pejraváni Jazdáni Esztili Bágeri Hákpur | 3–4         | Temavi Szulajmáni Zubromávi Muvallid Harbi Madani |

| Zájed Sejk Stadion, Abu-Dzabi Nézőszám: 35 000 Játékvezető: Gamál al-Gandúr (egyiptomi) |

### 3. helyért
| 1996. december 21. 16:45 |

| Irán                              | 1–1 (h. u.)       | Kuvait                                                     |
| --------------------------------- | ----------------- | ---------------------------------------------------------- |
| Dáji 40'                          | (1–1) Jegyzőkönyv | Huwajdi 15'                                                |
| Büntetőpárbaj                     |                   |                                                            |
| Moharrami Estili Pejraváni Bágeri | 3–2               | Badr Haddzsi Bassár Abdulláh Lenkávi Abd ar-Rahmán Huvajdi |

| Zájed Sejk Stadion, Abu-Dzabi Nézőszám: 60 000 Játékvezető: Kim Jongdzsu (Dél-koreai) |

### Döntő
| 1996. december 21. 19:35 |

| Egyesült Arab Emírségek      | 0–0 (h. u.) | Szaúd-Arábia                             |
| ---------------------------- | ----------- | ---------------------------------------- |
|                              | Jegyzőkönyv |                                          |
| Büntetőpárbaj                |             |                                          |
| M. Ali Száleh H. Szaad Szaíd | 2–4         | Szunaján Zubromávi Harbi Temavi Muwallid |

| Zájed Sejk Stadion, Abu-Dzabi Nézőszám: 60 000 Játékvezető: Mohd Nazri Abdullah (maláj) |

## Győztes
| Az 1996-os Ázsia-kupa győztese |
| ------------------------------ |
| SZAÚD-ARÁBIA 3. cím            |

## Díjak

### MVP (Legértékesebb játékos)
- Hodádád Azizi

### Gólkirály
- Ali Dáji - 8 góllal

### Legjobb kapus
- Mohammed ad-Daía

### Fair-Play díj
- Irán

### All-Star válogatott
| Kapusok          | Hátvédek                                         | Középpályások                                             | Csatárok                                   |
| ---------------- | ------------------------------------------------ | --------------------------------------------------------- | ------------------------------------------ |
| Mohammed ad-Daía | Abdulláh Zubromávi Júszef Száleh Mohammad Hákpur | Mehrdád Minávand Mohammed Ali Hálid at-Temavi Bahít Szaad | Hodádád Azizi Dzsászem al-Huvajdi Ali Dáji |

## Gólszerzők
| 8 gólos - Ali Dáji 6 gólos - Dzsászem al-Huvajdi 4 gólos - Fahad al-Mehallel 3 gólos - Hwang Sun-Hong - Haszan Szaíd 2 gólos - Zhang Enhua - Widodo Putro - Ronny Wabia - Hodádád Azizi - Karim Bágeri - Hajdar Mahmúd - Lajsz Huszejn - Maezono Maszakijo - Kim Do-Hoon - Számi al-Dzsáber - Hálid at-Temavi - Júszuf asz-Szunaján - Náder Dzsohadar - Adnán at-Taljáni | 1 gólos - Gao Feng - Ma Mingyu - Li Bing - Peng Weiguo - Mehrdád Minávand - Naim Szaadűvi - Huszám Fauzi - Hálid Szabbár - Miura Kazujosi - Nanami Hirosi - Szoma Naoki - Takagi Takuja - Ko Jeong-Woon - Shin Tae-yong - Bassár Abdulláh - Badr Haddzsi - Háni asz-Szakr - Hálid al-Muvallid - Ali as-Sejh Dib - Dusit Chalermsan - Kiatisuk Senamuang - Abd ar-Rahmán Ibráhím - Bahít Szaad - Hamísz Szaad - Sergey Lebedev - Oleg Shatskikh - Igor Shkvyrin 1 öngól - Haszan Abbász (Japán ellen) |